# Sant'Angelo d'Alife
Sant'Angelo d'Alife è un comune italiano di 2 053 abitanti della provincia di Caserta in Campania.

## Geografia fisica
Il territorio è parte della media valle del fiume Volturno, che lo attraversa in pianura, e fa parte della Comunità Montana del Matese e dell'omonimo Parco nazionale per la presenza di una vasta area montuosa a nord, da cui è visibile gran parte della Terra di Lavoro, sino al mare. Due corsi d'acqua a carattere torrentizio, che in passato hanno causato anche notevoli alluvioni, attraversano il centro abitato e si portano al fiume. In pianura sono presenti notevoli sorgenti d'acqua e terreni coltivati a cereali e pascoli.
Nell'area montana, dovuta a calcari dolomitici, la vegetazione a quote basse è composta da latifoglie decidue, querceti e qualche castagneto, mentre intorno ai 1000 metri di quota si sviluppano le faggete. Nel sottobosco, oltre ai funghi e ai rari tartufi, sono presenti il ginepro, l'agrifoglio, alcune orchidee ed erbe aromatiche quali l'origano e la genziana. Della fauna, ormai molto ridotta rispetto al passato, si ricorda la presenza del cinghiale, del tasso, della martora, del falco pellegrino, del gufo, dei scoiattoli a pelo nero e del lupo.

## Storia
S. Angelo d'Alife, posto intorno ai 400 m di quota nel Parco nazionale del Matese, abbraccia un vasto territorio che va dalla pianura all'alta montagna della località Selvapiana. Il territorio è caratterizzato in pianura dalla viabilità che ricalca quella della centuriazione romana del I secolo a.C., pertinente all'antica colonia di Allifae. Qualche rinvenimento sporadico di epoca neolitica e notevoli necropoli del VII - IV secolo a.C. sono le tracce più antiche della frequentazione. In periodo altomedievale si sviluppò il culto di S.Michele nei pressi della grotta omonima, un inghiottitoio carsico sito ai piedi della collina.
Successivamente, tra X e XI secolo la popolazione si stabilì sulla cima della collina, a quota 535, ove furono costruite iniziali fortificazioni, potenziate dai Normanni agli inizi del XII. Il sito, noto come oppidum Sancti Angeli cognomento Rabicanum, sorto su un insediamento sannitico di cui si conservano tracce di mura megalitiche, nel 1135 era ben difeso dai Quarel-Drengot e fu attaccato da Ruggero II durante le lotte per l'annessione della contea alifana al regno di Sicilia. Riccardo di Ravecanina, e i figli Andrea di Ravecanina e Giovanni lottarono a lungo per il possesso del mastio e dell'intera contea.
La rocca di Ravecanina (come chiamata in seguito) o Rupe Canina, fu ristrutturata da Federico II, che l'assegnò ai cavalieri teutonici. Le vicende nel corso dei secoli XIV e XV furono legate alla proprietà dei Marzano, famiglia assegnataria del feudo. La popolazione all'inizio di quest'ultimo secolo abbandonò l'area scendendo in aree più pianeggianti e formando due agglomerati urbani sui versanti opposti della collina, dando vita agli attuali comuni di S. Angelo d'Alife e Raviscanina.
Dal 1927 al 1945 appartenne alla provincia di Benevento, a seguito della temporanea soppressione della provincia di Caserta in epoca fascista.

## Monumenti e luoghi d'interesse

### Architetture religiose

#### Cappella di Sant'Antonio Abate

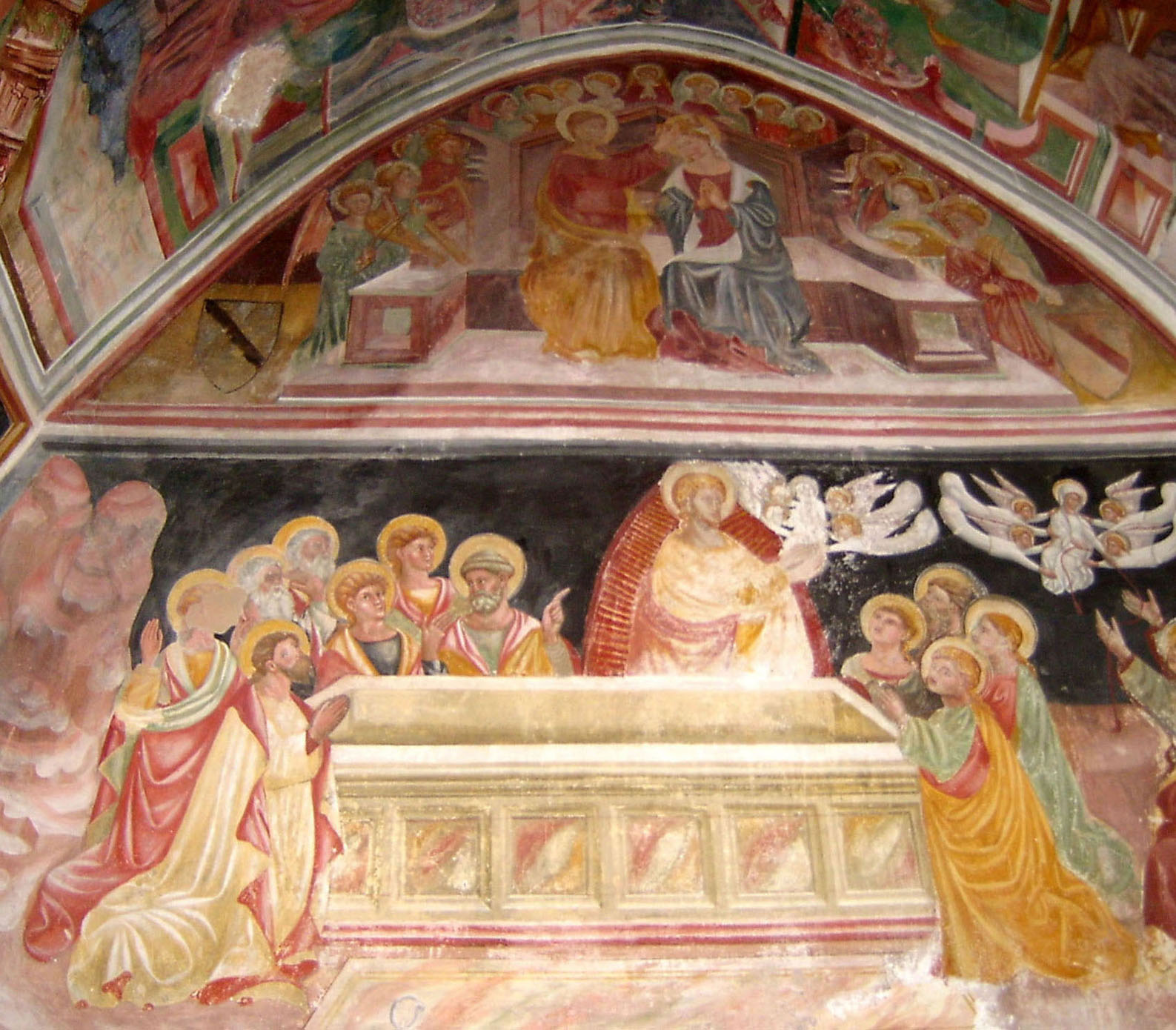
Cappella di Sant'Antonio Abate. Affreschi

La cappella di Sant'Antonio Abate, posta nel centro storico, adiacente alla parete della chiesa parrocchiale di Santa Maria della Valle, presenta un portale tardo gotico con affreschi nella lunetta, un interno rettangolare con volta a crociera e un ciclo di affreschi che ricopriva completamente le pareti. Questi, databili orientativamente al III decennio del XV secolo, nonostante studi approfonditi, ancora pongono problemi per la datazione, l'individuazione degli autori e la committenza. Si tratta comunque di uno dei cicli di affreschi più importanti del Quattrocento campano e numerose ricerche sono in corso per chiarire i dubbi interpretativi.
Si è parlato di espressione di un'area culturale interessante il Lazio, l'Umbria, l'Abruzzo e la Campania, che si caratterizza per gli influssi marchigiani dei Sanseverino e iberici. Spicca il gotico tenero e squisito della Madonna in Trono e dei profili, il realismo dei semplici oggetti posti sui mobili, rappresentati nella volta, e il favoloso ingenuo con cui sono trattate le storie della vita di Sant'Antonio Abate. Nelle scene sono presenti temi mariani (Assunzione di Maria, l'Incoronazione, la Natività, l'Annunciazione), episodi della vita di Sant'Antonio Abate, e, nella volta, gli Evangelisti e i Dottori della Chiesa. Gli affreschi attualmente sono minacciati dall'umidità e nonostante i primi tentativi di proteggerli le problematiche di conservazione si fanno sempre più urgenti. Il sito è stato premiato come " Meraviglia italiana" nel 2011.

#### Chiesa di Santa Maria di Porta Paradiso
La chiesa di S. Maria di Porta Paradiso, edificata in via Rua con i fondi del presbitero don Domenico Hectoreo de Joannelli, fu consacrata nel 1516. Inizialmente di proprietà gentilizia (prima d'Ettorre e poi Girardi), presenta due porte di entrata di cui una, la maggiore, si apre sulla navata. L'architettura è molto semplice con una navata ed un transetto. Si segnala la presenza di due nicchie laterali dipinte con affreschi realizzati tra il 1517 e 1518, che sono rappresentativi della pittura dell'iniziale XVI secolo delle aree interne della Campania. Tra le raffigurazioni si segnalano due Madonne con Bambino e una serie di santi (San Pietro, Santa Lucia, San Giovanni, Santo Stefano, San Leonardo, Santa Maria di Loreto e San Martino). Il campanile è dotato di due antiche campane riportanti le date di fusione.

#### Chiesa di Santa Maria della Valle

Chiesa di S. Maria della Valle

La chiesa parrocchiale di Santa Maria della Valle, così chiamata per distinguerla inizialmente da quella di Santa Maria a castello, sita nella medievale Rupe Canina, è edificata a fianco della cappella di S. Antonio Abate, in via S. Maria. Certamente agli inizi del XV secolo era già esistente, ma nelle forme attuali risale al XVIII, con piccole modifiche architettoniche anche più recenti. La facciata è di gusto vagamente neoclassico e si caratterizza per la presenza del portale ed il basamento, realizzati in modo pregevole con il calcare locale, e per le colonnine e le riquadrature in stucco.
Ai lati del portale sono presenti due nicchie da utilizzare per esporre statue di santi. Presenta un campanile seicentesco che è inglobato tra le strutture della cappella tardo-gotica di Sant'Antonio Abate e la sagrestia. Non sono ancora chiari i rapporti strutturali tra i due edifici cultuali che hanno tra il '400 ed il '600 avuto una storia probabilmente comune. All'interno si notano un altare a marmi policromi di manifattura napoletana, risalente al 1747, ed alcune tele. Tra queste spicca una grande pala d'altare con altre due tele laterali, realizzate nel 1789 dal pittore Raffaele Gioia. Si tratta della raffigurazione dell'Ultima Cena, di un'Adorazione dei Pastori e del Compianto del Cristo morto.
Il pittore molisano (San Massimo, 1757 - 1805) fu allievo del napoletano Fedele Fischetti che operò una classicizzazione del linguaggio barocco e che decorò probabilmente insieme con l'allievo alcune stanze della Reggia Borbonica di Caserta. L'antico pavimento degli inizi del XIX secolo è stato rimosso, mentre si conserva quello della cappella della Congrega, dovuto alla fabbrica napoletana di Salvatore Delle Donne e databile alla fine dello stesso secolo. Molto importante è stata suor Anna Piteos.

#### Chiesa della Santissima Annunziata
La chiesa della Santissima Annunziata, sita nell'omonima via, sino al 1652 apparteneva ai padri celestini ed era annessa a un convento. Completamente modificata nei primi anni del XVIII secolo, fu ampliata a tre navate con altari laterali e munita di un campanile nel 1725, dotato subito dopo di orologio. Attualmente l'intero complesso è in fase di ristrutturazione da alcuni anni e non visitabile.

#### Chiesa di san Bartolomeo
La chiesa di San Bartolomeo, sita nel centro storico, in via Belvedere, già citata dal XV secolo e diruta nel XVII, fu successivamente restaurata con ripetuti interventi sino ad epoca recente.

### Architetture civili

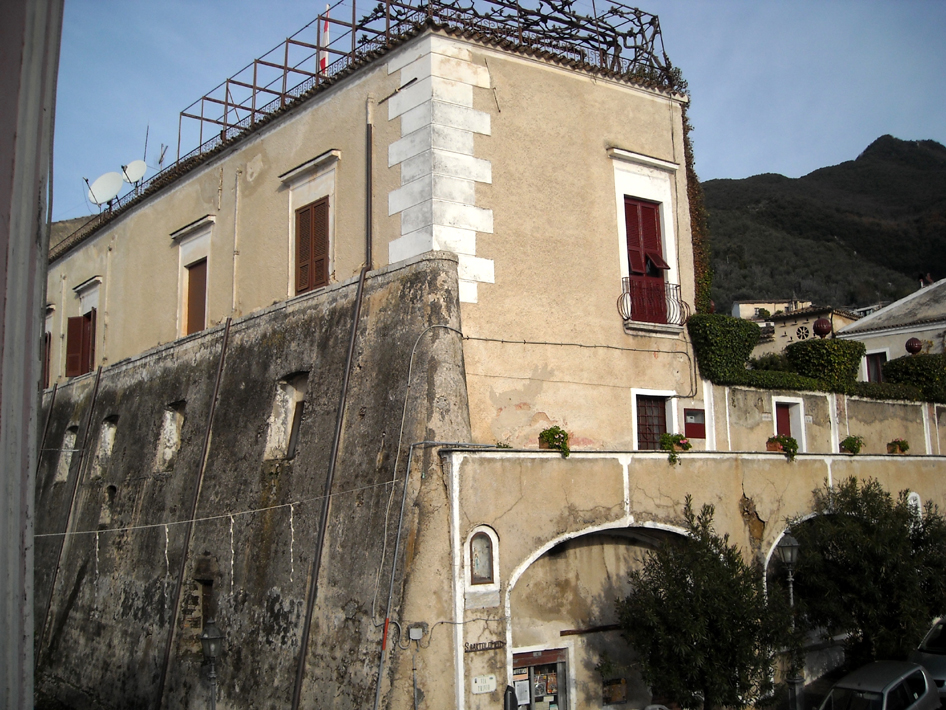
Palazzo Principi Windisch Graetz (particolari)

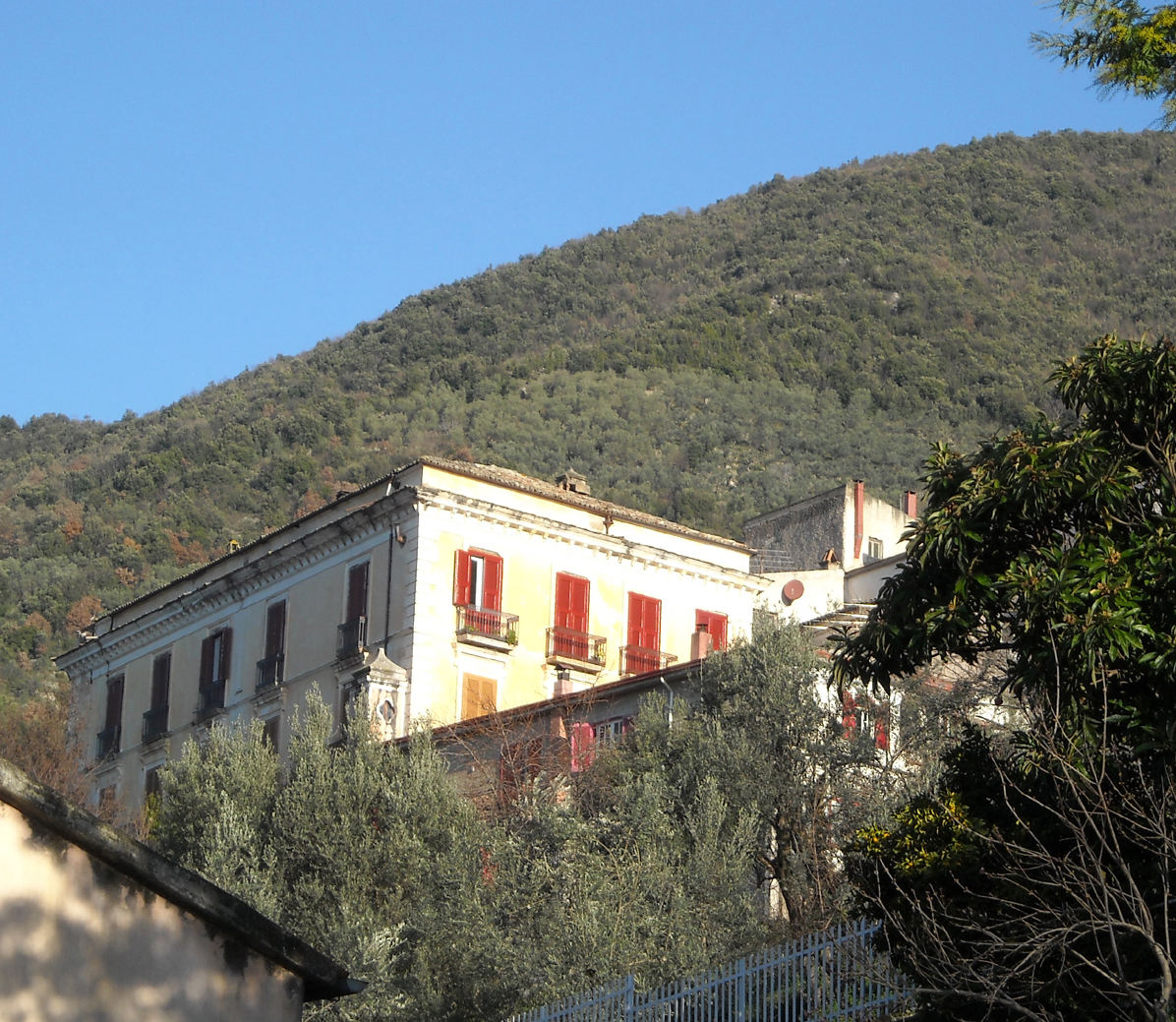
Palazzo Cicerchia visto da via Fontana

Il centro storico presenta numerosi palazzi costruiti o ristrutturati prevalentemente nel XVIII secolo e caratterizzati da facciate con stucchi e portali in pietra locale, sormontati dai simboli araldici delle famiglie.
Il Palazzo Principi Windisch Graetz, posto tra via Fontana e via Trivio, risale nelle sue formi iniziali al XV secolo. Nel XVIII secolo subì profonde modifiche da parte del marchese Grimaldi, che lo ingrandì con la realizzazione di un tipico parco, ancora ben conservato, con un frantoio e con magazzini. Altri palazzi sono in via Rua ( Palazzi Cerbo  , Girardi e Giardullo), in via Annunziata (Palazzo Pece), in via S. Maria (Palazzi Corsini- Di Tommaso e Natale), in via Castello (Palazzi Martone e Cicerchia) e in via Agricola (Palazzo Stocchetti-Girardi).
Si tratta di costruzioni che oltre alle facciate con decorazioni geometriche a stucchi, disposte in genere sulle finestre ed a marcare i piani, presentano all'interno un cortile con cisterne, magazzini per derrate e stalle. Ampie scale sono realizzate in pietra locale e conducono al piano superiore in grandi saloni che spesso presentano affreschi di stile neoclassico.

### Siti archeologici

#### Il criptoportico
In località Taverna - Starze, in prossimità dell'antica via Latina che da Teanum si portava ad Allifae sono presenti i resti di una grande villa aristocratica romana, costruita intorno alla seconda metà del I secolo a.C. e frequentata almeno sino al V secolo d.C. Un grande "criptoportico", a quattro ali ed a navata unica, con volta a botte ad arco ribassato, dalle misure di circa m 68 x 34, presenta numerose finestre strombate e due scale per raggiungere le stanze superiori, ove si trovano resti di ambienti con pavimentazione a mosaico. Il materiale rinvenuto, dal vetro alla ceramica africana, dal marmo agli stucchi, lasciano ipotizzare la presenza di resti di un edificio di notevole interesse archeologico.
Dal 2002 l'area, interamente soggetta a vincolo archeologico, è oggetto di studi da parte di tecnici incaricati dal Comune di Sant'Angelo d'Alife, con la supervisione scientifica dell'Università degli Studi del Molise.
I primi saggi scientifici recenti, svolti nel periodo agosto-settembre 2009, e i ritrovamenti di mosaici di primario interesse e fattura, confermano l'importanza dell'opera su scala certamente extra comprensoriale.

#### Grotta di san Michele Arcangelo

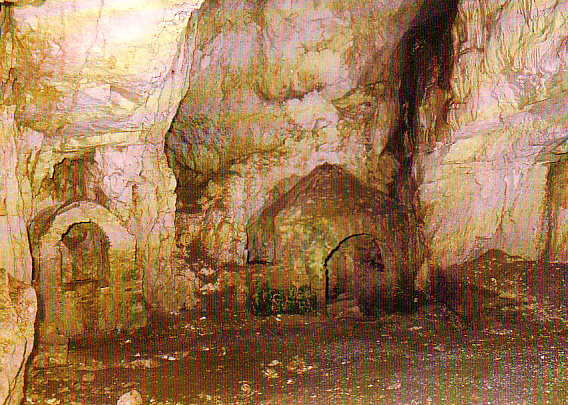
Grotta di San Michele

All'interno di un inghiottitoio carsico lungo circa 60 m, ai piedi della collina di Rupe Canina, è posto un vero e proprio "santuario rupestre", dedicato a S. Michele Arcangelo, che ha poi dato origine al toponimo di S. Angelo. Sul fondo della grotta sono presenti delle costruzioni tra cui un'edicola centrale coperta da una cupola sorretta da quattro pilastrini, collegati da rozzi archi a tutto sesto. Lateralmente due arcosoli con tracce di affreschi sono posti in prossimità della roccia. Una costruzione circolare appena visibile è considerata il battistero del santuario. Infine, un recinto in muratura separa come una vera balaustra tutta l'area sacrale dal resto della grotta. Il culto del santo ancora oggi è praticato nell'area antistante la grotta in una cappella moderna.

#### Rupe Canina

Rupe Canina. Torre Normanna

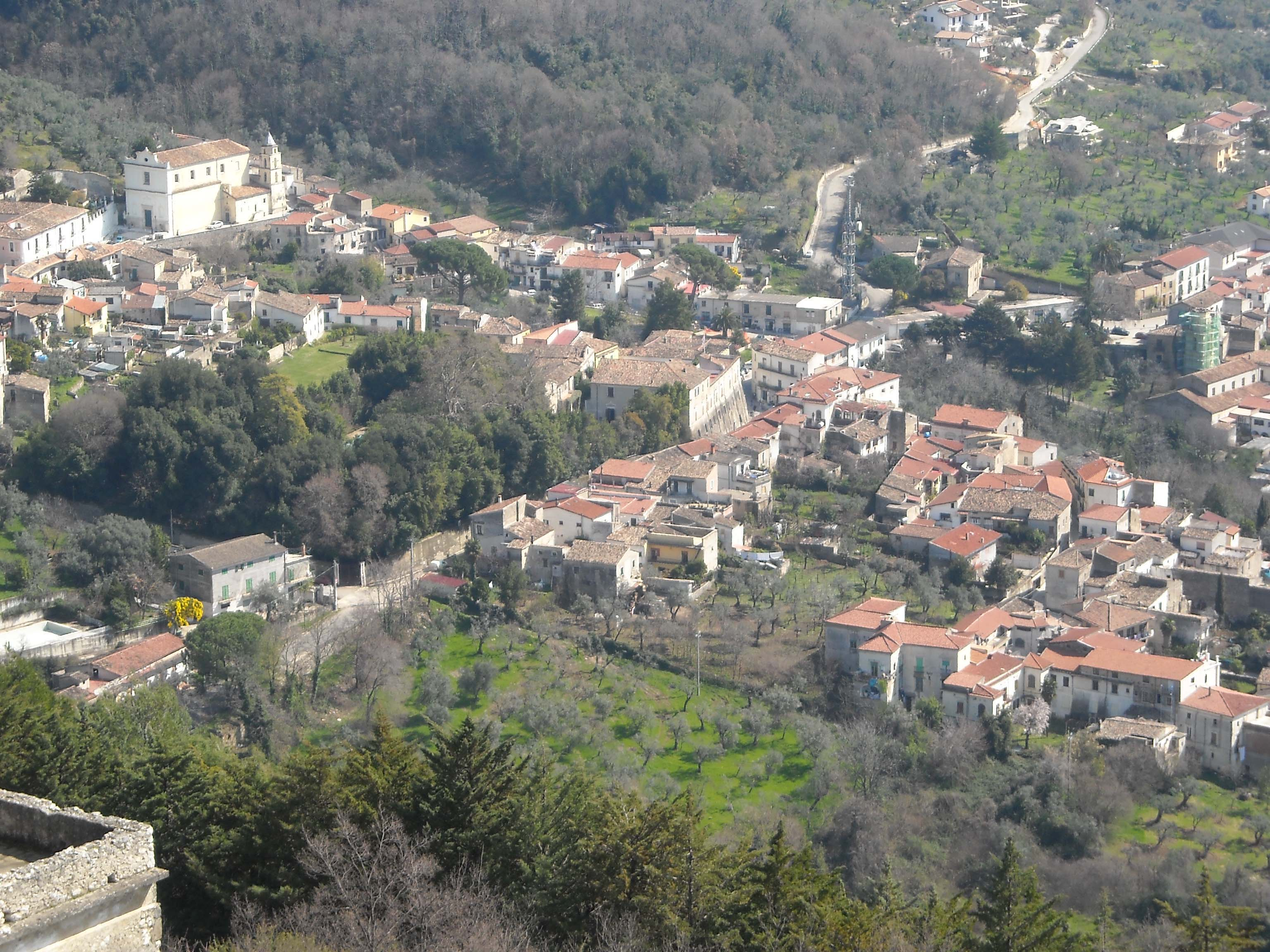
Il centro storico visto dal castello di Rupe Canina

Uno dei siti più interessanti dal punto di vista archeologico è quello di "Rupe Canina", posto sulla collina, al confine tra i comuni di S. Angelo d'Alife e Raviscanina. Sono presenti resti di costruzioni di epoca sannitica e romana ed edifici del X secolo su cui a varie riprese furono costruite fortificazioni difensive sempre più imponenti.
Le tracce sannitiche sono visibili soprattutto in alcuni tratti del muro che circonda il villaggio, che in alcuni tratti, ad oriente, sfrutta la precedente muratura megalitica. Tra i materiali più antichi rinvenuti si segnala una moneta italica del III secolo a.C. La Rocca signorile è delimitata da un primo muro di cinta a forma trapezoidale che racchiude edifici residenziali, un maschio imponente, quadrangolare, ed un edificio religioso. Intorno alla rocca sono presenti le abitazioni del villaggio, difese da altra cinta muraria con torri circolari e rettangolari.
Le abitazioni sono disposte maggiormente sui versanti meridionale ed orientale. Sono presenti, inoltre, alcune grandi cisterne per la raccolta delle acque piovane ed un edificio religioso. Altro edificio religioso, di pertinenza del feudatario, è all'interno del recinto della Rocca e presenta notevoli resti di affreschi del XII secolo. La torre o maschio è certamente di epoca normanna, ma scavi recenti hanno messo in evidenza resti di una pregressa fortificazione e l'esistenza di strutture abitative sia in pietra che lignee. Dal materiale rinvenuto è stato possibile collocare la fase di organizzazione dell'occupazione del sito di Rupe Canina al X secolo ovvero alla fase storica dell'incastellamento e precedente l'avvento dei Normanni.

## Società

### Evoluzione demografica
Abitanti censiti

## Cultura

### Biblioteche
La biblioteca comunale è situata in piazza Umberto I.

### Eventi

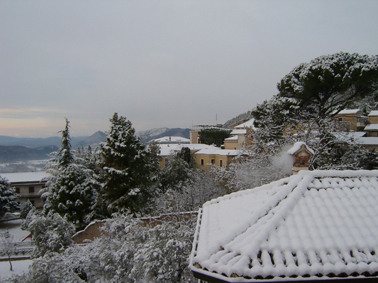
Paesaggio invernale di Sant'Angelo d'Alife

A cavallo di ferragosto, l'associazione culturale Proloco Archangelus organizza il Palio de li Normanni, manifestazione di carattere medievale dalla durata di tre giorni, che ripercorre la storia della Torre Normanna di Rupe Canina, sita in Sant'Angelo d'Alife, dagli albori fino alla caduta della stessa. Durante l'evento, caratterizzato da spettacoli e duelli in costume d'epoca, è altresì possibile ammirare esposizioni artigianali locali e degustare prodotti enogastronomici a chilometri zero.
In occasione della festività di San Michele, santo protettore del paese, l'8 maggio si svolge una manifestazione religiosa nota per una pedana che viene rivestita interamente con garofani di colori diversi prima di ospitare la statua del santo. Il giorno 29 settembre è abitudine della popolazione santangiolese recarsi presso la grotta di San Michele, e dopo la celebrazione della messa molte persone scendono a visitare la suggestiva grotta.
L'evento che da anni impegna l'intera popolazione santangiolese è il "torneo delle contrade", la manifestazione più antica che si svolge in questo piccolo comune che viene diviso in cinque fazioni, e dopo lo svolgimento di tornei, giochi popolari e caccia al tesoro si decreta la contrada vincitrice. I santangiolesi si recano il martedì dopo Pasqua sulla collina di Rupe Canina per festeggiare S. Lucia. Il mercato settimanale si svolge il sabato.

## Geografia antropica

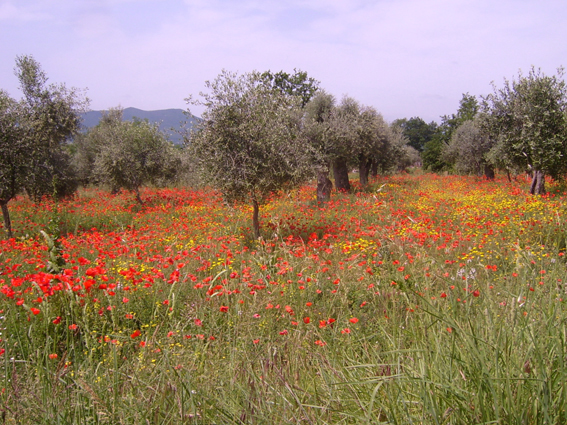
Sant'Angelo d'Alife. Contrada Melopiano. Uliveto in primavera

### Rioni e contrade
Melopiano, S. Bartolomeo, Torre, S. Nicola, Rave-Rua, Fontana, S. Giacomo e S. Nicola.

## Economia
L'attività principale è quella zootecnica con numerose aziende a carattere familiare. Gli allevamenti dei bovini, delle bufale e dei suini sono diffusi nell'area pianeggiante. In area collinare le attività più importanti sono quella agricola per la coltivazione dell'ulivo e quella boschiva. Negli ultimi tempi si sta cercando di proporre all'attenzione dei visitatori la gastronomia locale, il paesaggio incontaminato dell'area montana e la specificità di alcuni siti archeologici messi in luce da recenti scavi.

## Amministrazione
| Periodo | Periodo   | Primo cittadino  | Partito      | Carica  | Note |
| ------- | --------- | ---------------- | ------------ | ------- | ---- |
| 2013    | 2018      | Vittorio Folco   | lista civica | Sindaco |      |
| 2018    | in carica | Michele Caporaso | lista civica | Sindaco |      |